# Sawczyn (Ukraina)
Sawczyn (ukr. Савчин) – wieś na Ukrainie, w rejonie czerwonogrodzkim obwodu lwowskiego. Wieś liczy około 630 mieszkańców.
W II Rzeczypospolitej do 1934 samodzielna gmina jednostkowa. Następnie należała do zbiorowej wiejskiej gminy Chorobrów w powiecie sokalskim w woj. lwowskim. 
W 1944 nacjonaliści ukraińscy z OUN - UPA zamordowali tutaj 5 Polaków, rabując i paląc polskie zagrody.
Po wojnie wieś weszła w skład powiatu hrubieszowskiego w woj. lubelskim. W 1951 roku wieś wraz z niemal całym obszarem gminy Chorobrów została przyłączona do Związku Radzieckiego w ramach umowy o zamianie granic z 1951 roku.